# Sankt Germanshof
Sankt Germanshof est un hameau de la municipalité de Bobenthal dans l'arrondissement du Palatinat-Sud-Ouest en Rhénanie-Palatinat. Il compte environ 40 habitants.

## Géographie
St. Germanshof est situé directement à la frontière avec la France à 175 mètres d'altitude sur la rive gauche de la Lauter (allemand : Wieslauter) et la route de Wissembourg, dans la partie palatine de la Vasgovie (allemand : Wasgaus), dans une vallée entourée de crêtes boisées et à la lisière de la forêt du Mundat.

## Histoire
St. Germanshof a été fondée en 1055 par l'abbaye de Wissembourg, après qu'une chapelle ait existé ici pendant environ 150 ans. La propriété passa plus tard aux seigneurs de Fleckenstein, qui la vendirent avec d'autres hameaux à la ville de Wissembourg en 1360. Peu de temps après, le hameau de St. Germanshof fut abandonné, mais l'église existait toujours. Une forteresse forestière est mentionnée en 1525. En 1577, Wolfgang von Breiten acquit les bâtiments et les biens, suivi d'un changement de propriétaire et d'une détérioration. En 1675, cependant, il y avait un domaine que la famille Vitztum avait acheté.
En 1756, St. Germanshof revient à la France par un échange de territoire entre Louis XV et la principauté épiscopale de Spire. Jusqu'en 1815, il appartenait au hameau alsacien de Weiler (maintenant partie de Wissembourg), qui se trouve sur la route de Wissembourg. Au congrès de Vienne, St. Germanshof fut affecté au Palatinat bavarois avec tout le canton de Dahn après la défaite de Napoléon Ier et la famille Vitztum récupéra sa propriété. En 1826, le hameau fut incorporé à Bobenthal. Après la vente par la famille Vitztum en 1859, il y eut divers changements de propriété. Une scierie fut créée à l'époque de la Première Guerre mondiale. Un restaurant est connu depuis 1911.
Dans le cadre d'une décision de la commission internationale des frontières, St. Germanshof fut cédé à la France le 23 avril 1949, mais des protestations houleuses conduisirent à faire marche arrière et le 9 septembre de la même année, St. Germanshof appartint de nouveau à Bobenthal. Le 6 août 1950, St. Germanshof faisait la une des journaux à travers l'Europe lorsque 300 étudiants enthousiastes à propos de l'Europe prirent par surprise les douaniers français et allemands, détruisirent les barrières, démolissaient les panneaux de douane et les remplaçaient par des panneaux disant « Vous restez en Europe » et des drapeaux européens hissés.
Aujourd'hui, seuls les anciens postes de douane rappellent cette époque.
Un mémorial européen a été inauguré en 2007 entre Weiler et le Germanshof lors du cinquantième anniversaire du traité de Rome. Il a voulu rappeler la manifestation pour l'Europe qui s'est déroulée là en août 1950. Le mémorial européen édifié entre Weiler et le Germanshof se présente sous la forme d'un foyer symbolique autour duquel il est possible de s'asseoir sur des bancs en pierre.

## Loisirs et tourisme

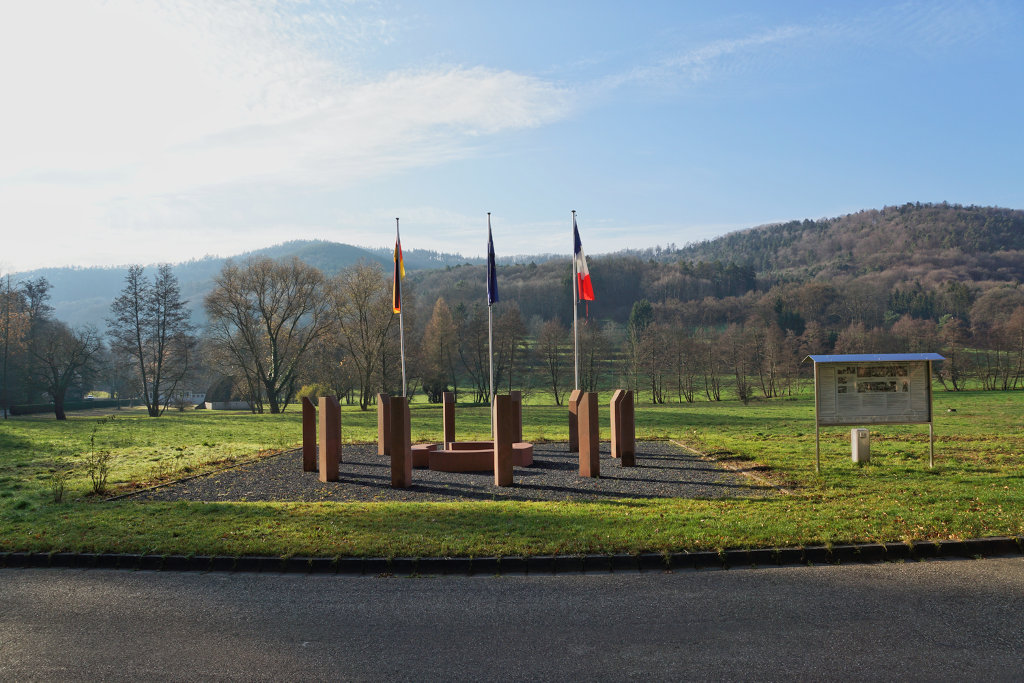
Monument européen de Sankt Germanshof.

St. Germanshof est le point de départ ou d'arrivée de nombreux sentiers de randonnée longue distance à travers la forêt palatine, par exemple le sentier de randonnée longue de 150 km menant à Niederhausen an der Nahe, qui est entretenu par le Pfälzerwald-Verein (français : Club de la forêt palatine). Du côté français, de nombreux sentiers de randonnée mènent au massif des Vosges.
St. Germanshof se situe également sur la piste cyclable Pamina Lautertal, qui longe la Wieslauter de Hinterweidenthal via Dahn et Wissembourg à Neuburg. La rivière Lauter peut être explorée avec des kayaks simples depuis Hinterweidenthal.
On trouve des lieux pour s'arrêter et passer la nuit.
La gare la plus proche est celle de Wissembourg.